# Bosistoa
Bosistoa es un género con once especies de plantas de la familia Rutaceae. 

## Especies
- Bosistoa brassii
- Bosistoa connaricarpa
- Bosistoa euodiiformis
- Bosistoa euodiformis
- Bosistoa floydii
- Bosistoa medicinalis
- Bosistoa monostylis
- Bosistoa pentacocca
- Bosistoa sapindiformis
- Bosistoa selwynii
- Bosistoa transversa

## Sinonimia
- Pagetia